# دانیل موزیول
دانیل موزیول (انگلیسی: Daniel Musiol؛ زادهٔ ۲۷ مارس ۱۹۸۳ ‏(۴۱ سال)) دوچرخه‌سوار اهل آلمان است.